# Onopordum acanthium
Onopordum acanthium, llamado comúnmente —aunque sea unos vocablos compartidos con otros cardos— cardo borriquero, toba, entre otros numerosos nombres, es una especie de planta herbácea del género Onopordum de la familia de las asteráceas. Es originaria del Mediterráneo y Eurasia pero se ha introducido y naturalizado en casi todo el mundo, donde, localmente  ha adquirido un carácter invasivo preocupante.

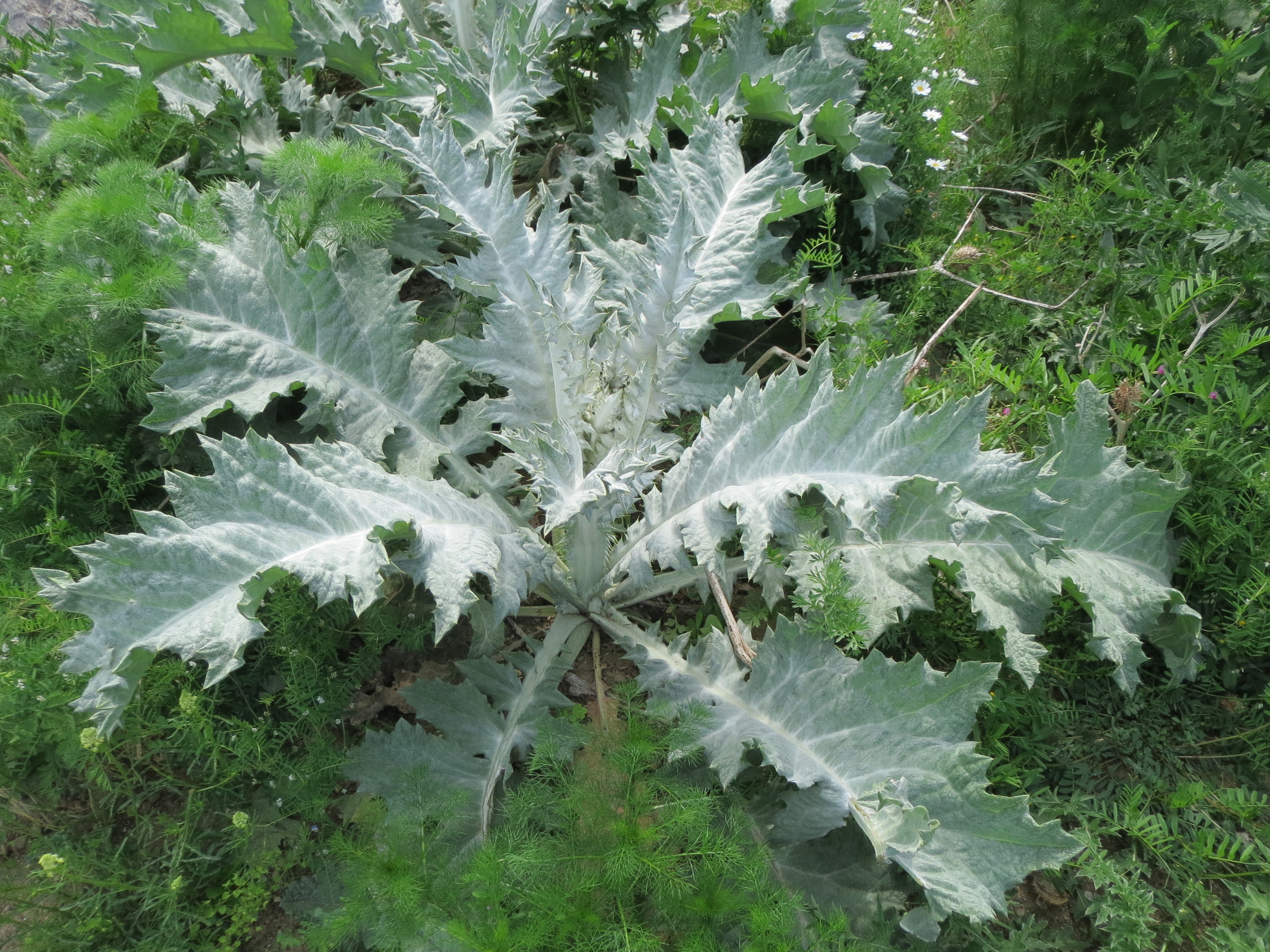
Roseta basal de grandes hojas tomentosas.

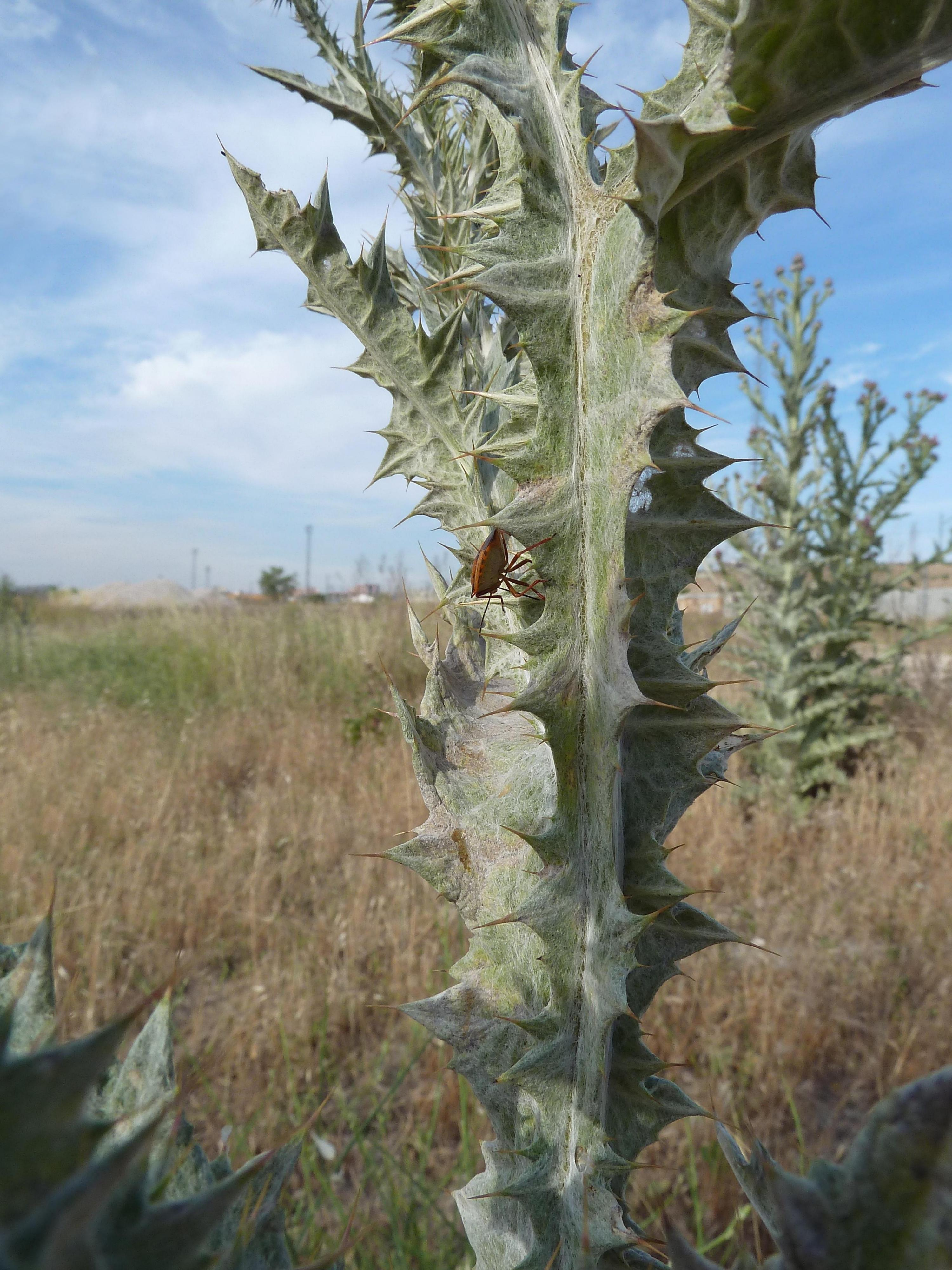
Detalle del tallo alado-espinoso densamente aracno-tomentoso.

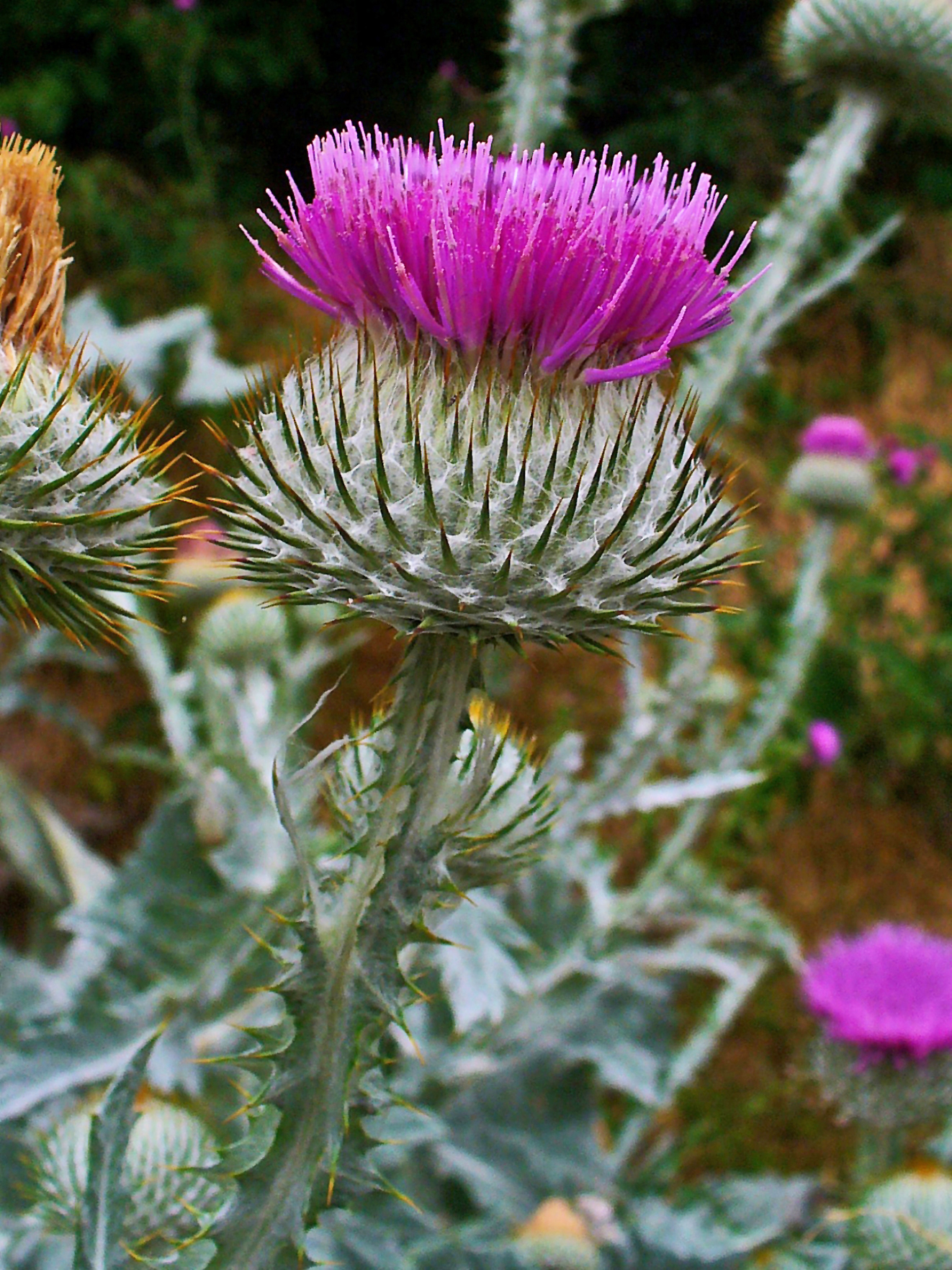
Capítulo en floración

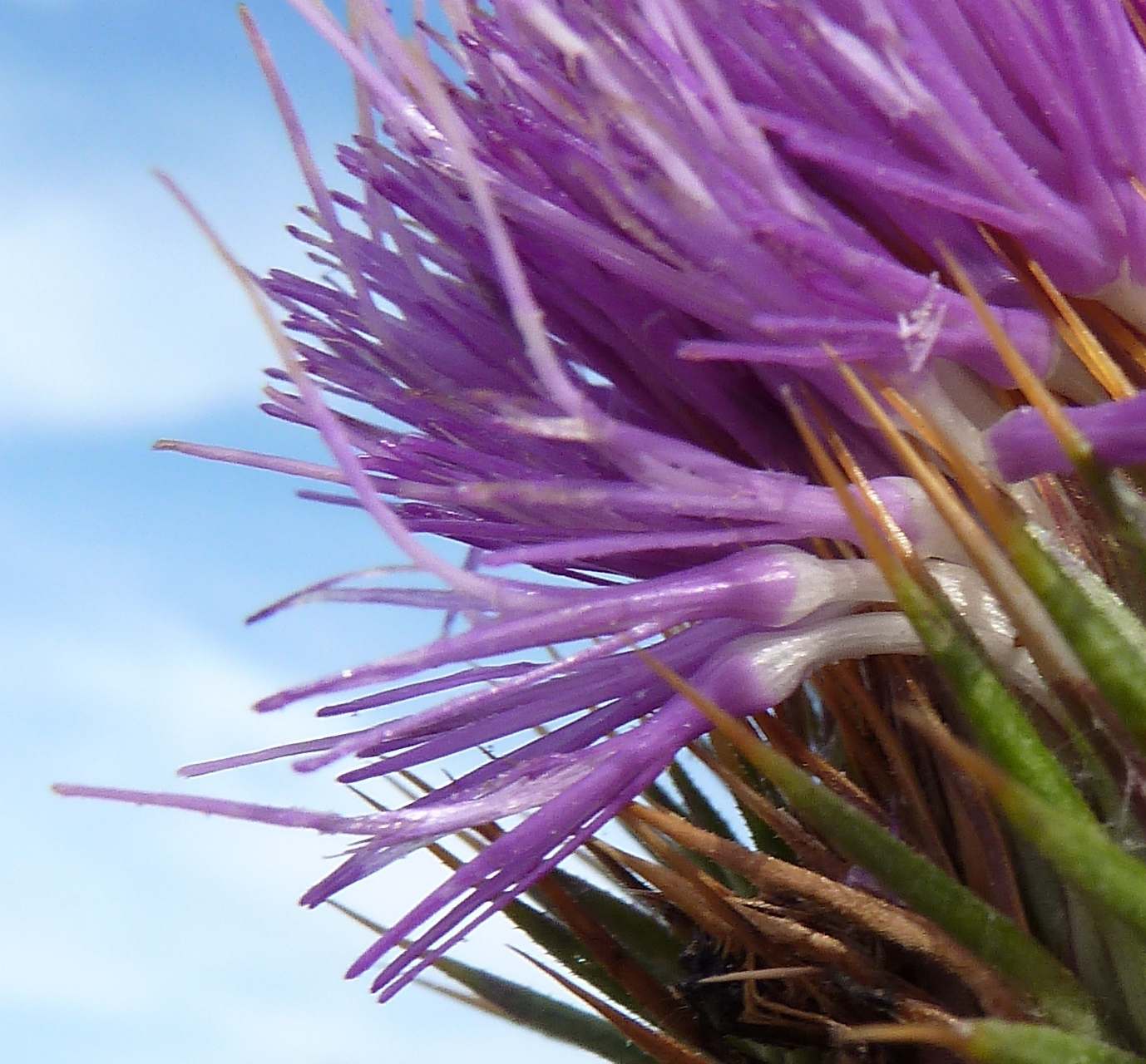
Detalle de los flósculos de tubo blanco y corola de 5 largos lóbulos lineales purpuráceos, bulbosa en su base.

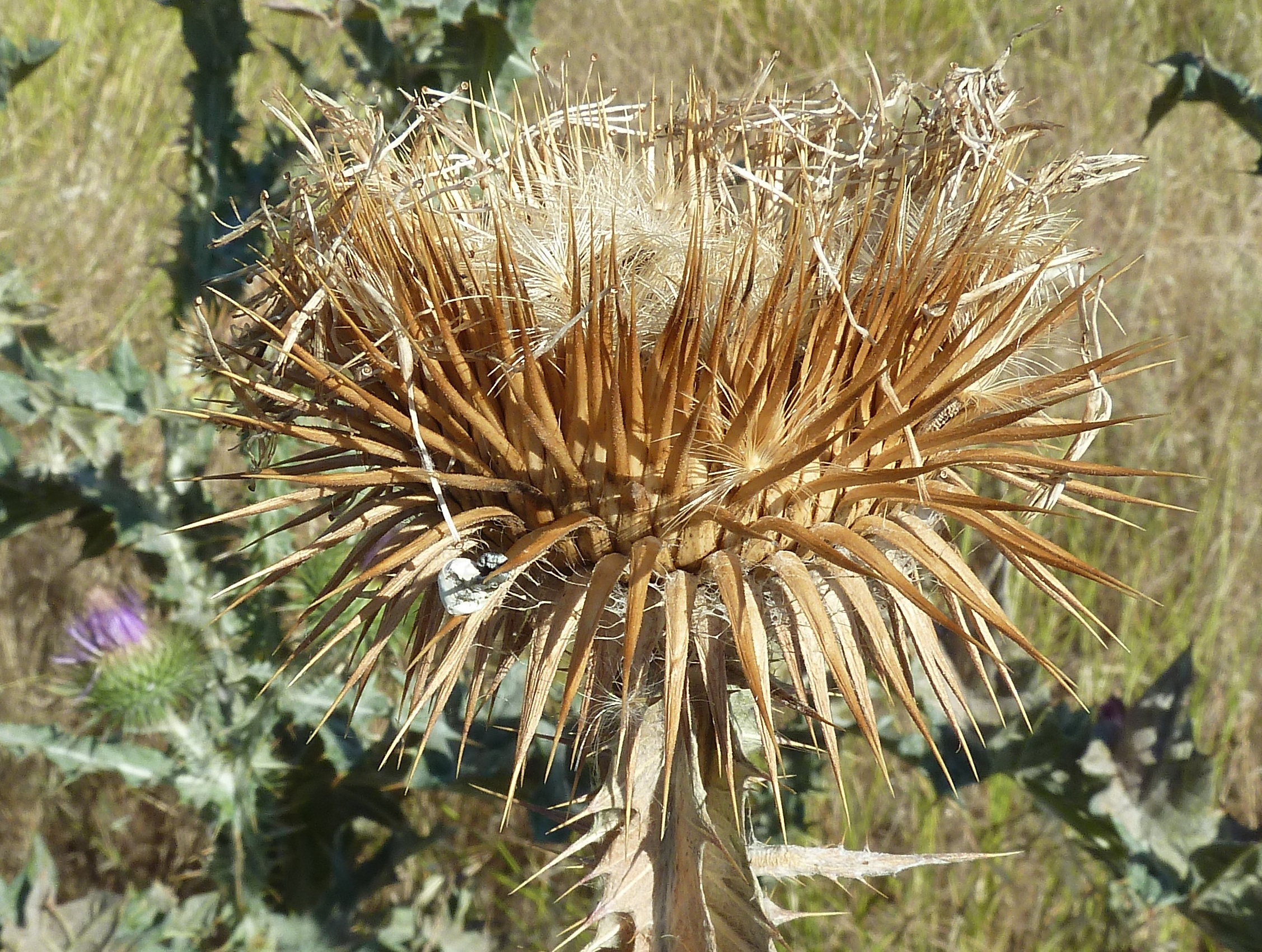
Capítulo en fructificación con cipselas in situ.

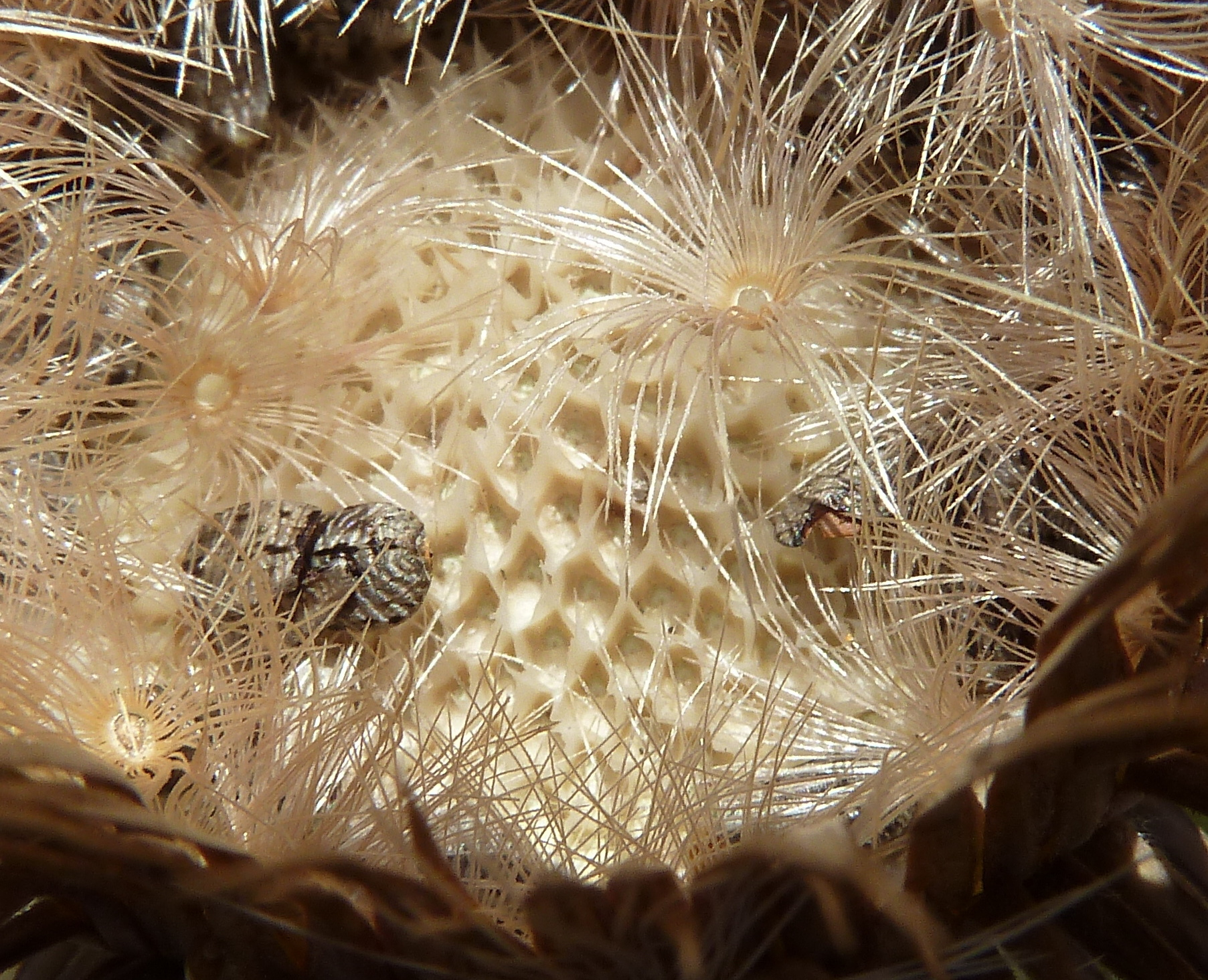
Capítulo en fructificación con cipselas in situ y receptáculo alveolado : detalle de las alvéolas poligonales con bordes escamosos.

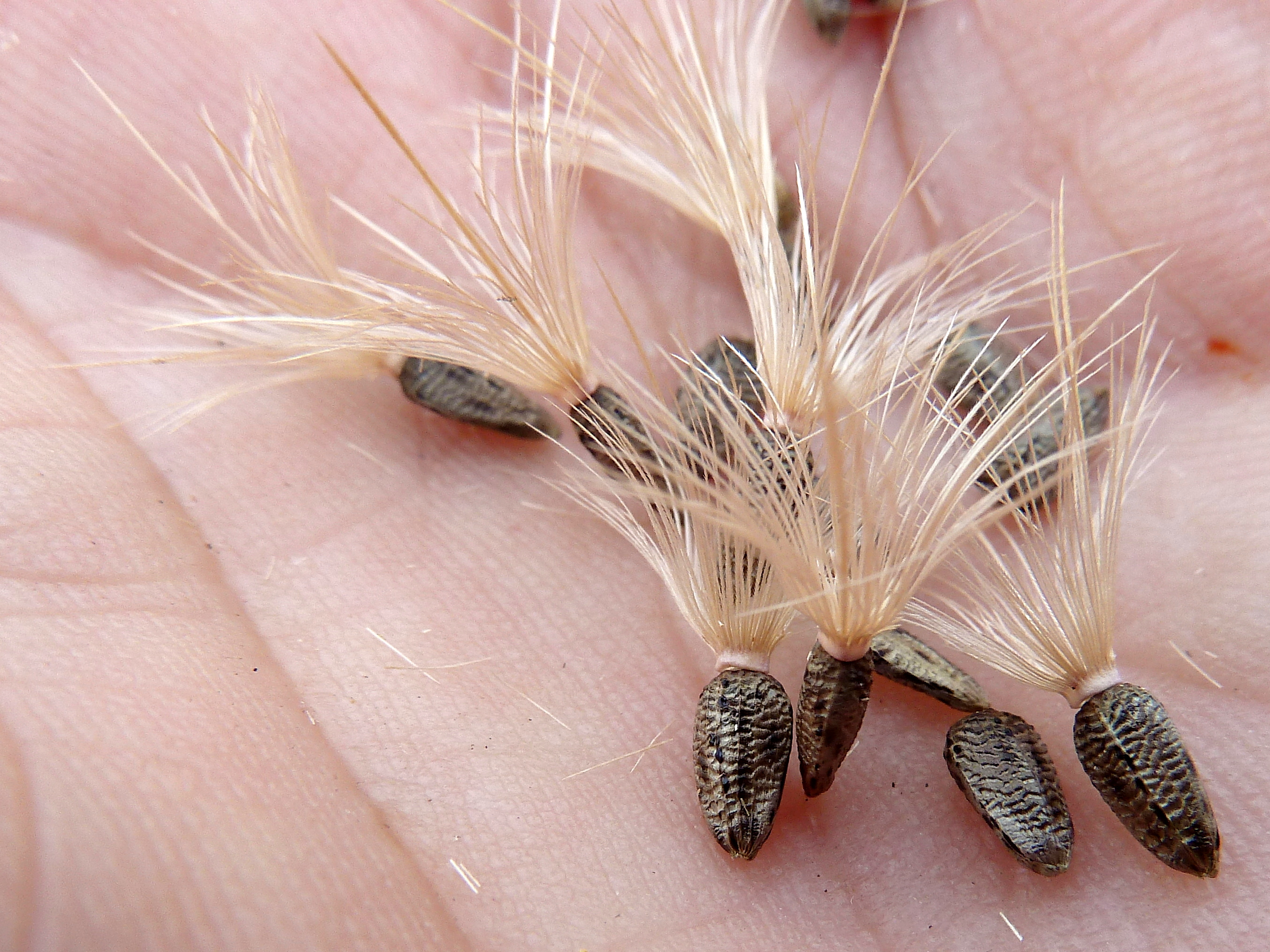
Cipselas sueltas, casi todas con su vilano de pelos escabrido-denticulados, un par de ellos francamente más largos.

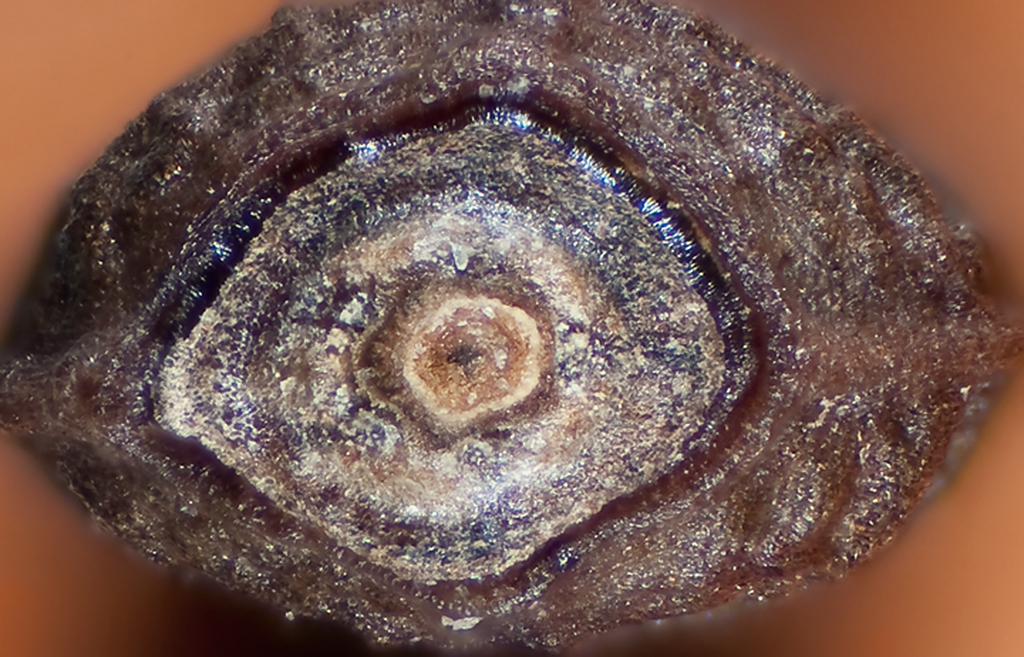
Cipsela suelta desprovista de su vilano: vista cenital sobre la placa apical poligonal y el nectario pentalobulado.

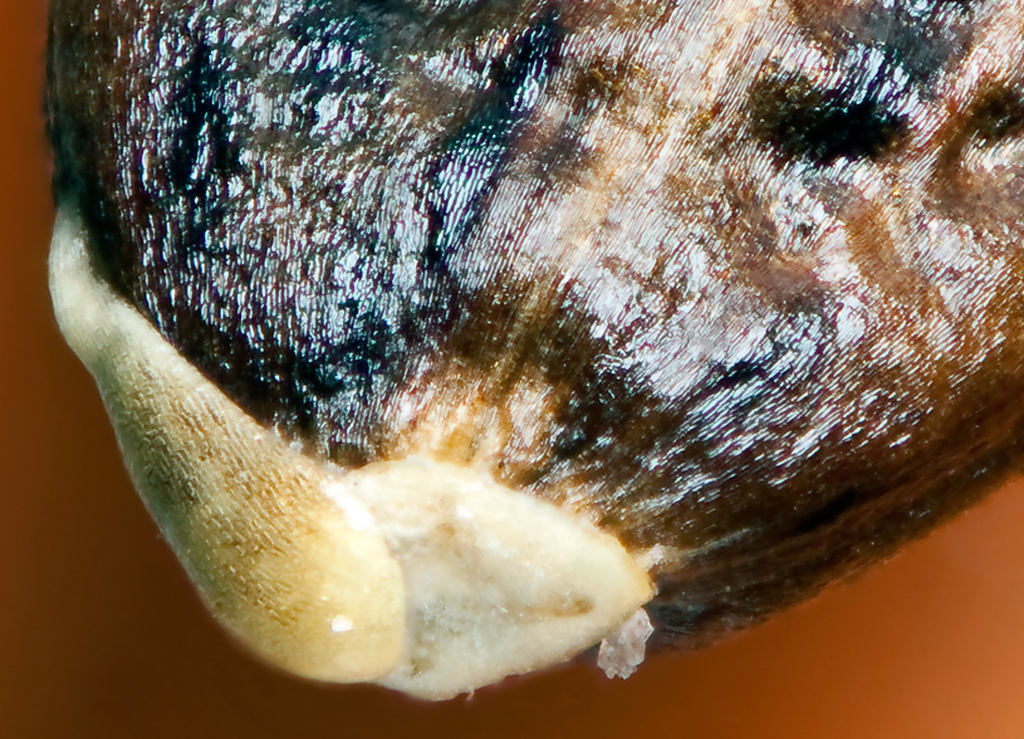
Cipsela suelta: vista basal sobre el hilo cárpico y el eleosoma.

## Descripción
Se trata de una planta herbácea anual o bienal, usualmente con diversos tallos, de color blanco grisáceo o grisáceo-verdosa, rara vez verde, con denso indumento  de pelos unicelulares aracnoides que tapan glándulas sésiles. Según las variedades, dichos tallos, abundantamente ramificados en la parte superior, con sección algo poligonal, longitudinalmente acostillados y alados en toda su longitud –con (4)6 alas de 4-25 mm de anchura con espinas de 2-10mm, pueden ser muy cortos o llegar a los 2m de altura. Las hojas, algo carnosas, cada vez  menores hacia el ápice del tallo, miden hasta 35 por 17cm; son sésiles, decurrentes, elípticas o lanceoladas, de pinnatífidas a pinnatipartidas, con 4-7 pares de lóbulos ovados o triangulares. Los capítulos, subsésiles o con cortos pedúnculos, son solitarios o se organizan en grupos de 2-4 en inflorescencias complejas. 
generalmente araneoso en las brácteas externas, de margen antrorso-escabriúsculo. El involucro, de 20-35 por 20-55 mm, es ovoide o algo globoso y generalmente araneoso en las brácteas externas; las brácteas son más o menos coriáceas, imbricadas y dispuestas en 8-13 series, cada vez mayores de fuera hacia dentro del capítulo, las externas patentes o reflexas, con espina de 1,5-6,5mm, verdosas y las internas  erectas, lineares, subuladas, con espina de 2-9mm, y a menudo violáceas en la parte superior; todas de borde escabrido por lo menos parcialmente. El receptáculo es plano o algo convexo, glabro y alveolado, con los alvéolos de forma poligonal y de bordes irregularmente dentados. Los flósculos tienen una corola tubulosa, glabra, de 17-25 mm, con tubo blanco y limbo rosa violáceo de 9-12 mm de largo con 5 lóbulos lineares desiguales. Las cipselas, de 4-5,5 por 2-3mm, son obovoides, de sección algo cuadrangular, con 4 costillas angulares longitudinales, nervios inconspicuos a lo largo de cada cara que, además, tiene la superficie transversal y irregularmente arrugada-ondulada; son de color parduzco, glabros y con placa apical poligonal de margen entero y nectario persistente central. El hilo cárpico es de forma ovalado-cuadrangular y acompañado o no de un eleosoma. El vilano, rosado o blanquecino, tiene 2 filas de pelos infracentimétricos (7-11 mm), con 1 o 2 de ellos netamente más largos (11-14mm), finamente escábrido-denticulados.

## Distribución y hábitat
Es una especie nativa de Europa Occidental —hasta el norte de Francia— y, aisladamente, África del Norte (Argelia) y hasta el sur y el oeste de Asia, donde escasa.
Se ha naturalizado, y hasta cultivado, en otras partes del mundo donde llega incluso a ser considerado como plaga, por ejemplo en Estados Unidos, Nueva Zelanda y Australia. También introducida en Suramérica (Argentina, Chile y Uruguay).
Crece en bordes de caminos, de carreteras y de cursos de agua; en cultivos y baldíos, etc., en suelos básicos o silíceos, nitrófilos, desde prácticamente el nivel del mar hasta unos 2000 m de altitud. Florece y fructifica de mayo a septiembre.

## Taxonomía

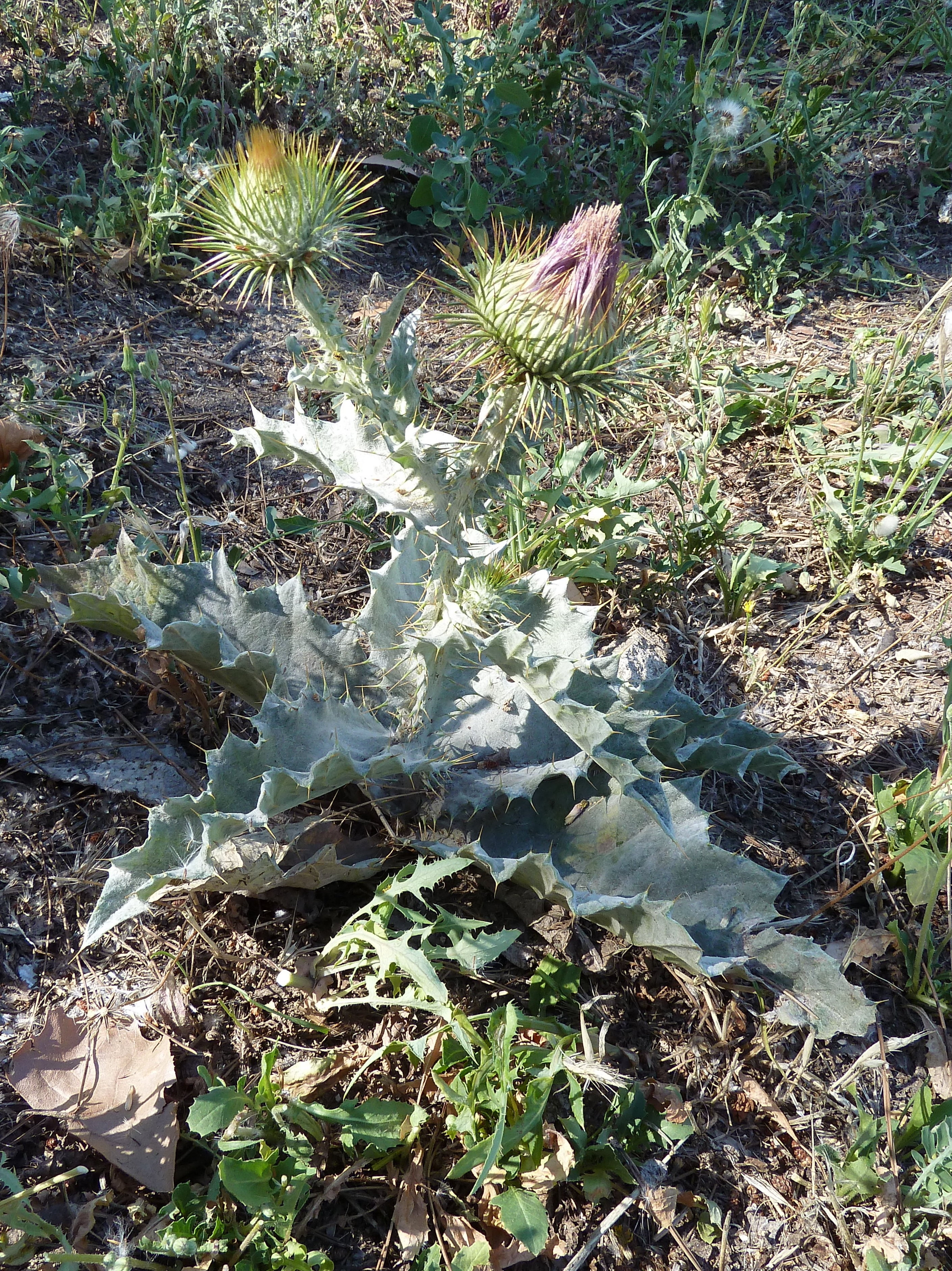
O.acanthium schultesii: tallos muy cortos y hojas densamente aracnosa-tomentosas

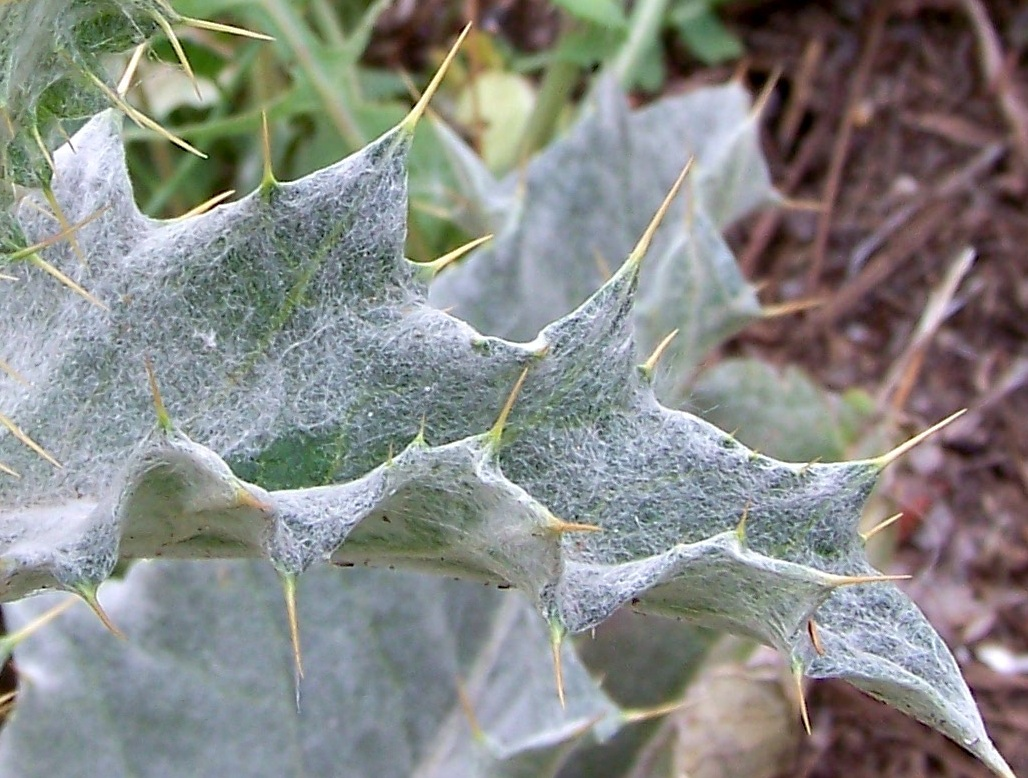
O.acanthium schultesii: detalle de una hoja densamente aracnosa-tomentosa

Onopordum acanthium fue descrita por Carlos Linneo y publicado en Species Plantarum, vol. 2, p. 827, 1753. El lectotipo ha sido designado por Avinoam Danin in P.H. Davis
(ed.), Fl. Turkey, vol. 5, p. 368, 1975.
Etimología
- Onopordum: El nombre genérico proviene del latín ǒnǒpordǒn/ǒnǒpradǒn, derivado del Griego όνόπoρδoν, de όνό «burro» y πορδον «pedo», o sea que «pedo de burro», aludiendo a la supuesta propiedad de la planta de producir ventosidades ruidosas a estos animales cuando se la comen,[5][6] referenciado como tal en Plinio el Viejo, Historia naturalis (27, 110, LXXXVII: "Onopradon cum ederunt, asini crepitus reddere dicuntur.")[7][8] y corroborado por el creador del género («Onopordon est composé des mots Grecs 'όνος', Asne , & 'πέρδω', je pete, parce qu'on prétend que ces Plantes font peter les Asnes qui en mangent»).
- acanthium: epíteto latino derivado del vocablo griego άχανθα, -ης, espina, o sea, «espinoso».[9]

Taxones infraespecíficos aceptados
- Onopordum acanthium subsp. ceretanum (Sennen) Arènes
- Onopordum acanthium subsp. gautieri (Rouy) Bonnier

En España se reconocen 2 variedades, que coexisten y con ejemplares intermedios:
- Onopordum var. acanthium, la más corriente, y caracterizada por su gran tamaño (20-200cm) con hojas más cortas que las inflorescencias, de blanco grisáceo o grisáceo-verdosas, con hojas basales de hasta 70 por 30cm, sésiles o con pecíolo hasta de 5 cm, rosuladas o no y con espinas fuertes de 2-8 mm.
- Onopordum var. schultesii (= O. schultesii, O. brevicaule, O. acanthium f. nana, O. ceretanicum var. lanatum, O. ceretanicum var. microcephalum) que se caracteriza por su menor tamaño (6,5-60cm) y con tallos muy cortos, de tal manera que las hojas pueden sobrepasar a las inflorescencias; son generalmente densamente araneosas y blanquecinas, con hojas basales mucho más pequeñas que la anterior variedad, rosuladas y con espinas más cortas (1,5-6mm).

Sinonimia
- Onopordum acanthium f. floribus-albis Vicioso nom. inval.
- Onopordum acanthium f. glabrescente Cuatrec.
- Onopordum acanthium subsp. ceretanum (Sennen) Arènes
- Onopordum acanthium subsp. eriocephalum (Rouy) P.Fourn.
- Onopordum acanthium subsp. gautieri (Rouy) Franco
- Onopordum acanthium subsp. gypsicola Gonz. Sierra & alt.
- Onopordum acanthium var. polycephalum Willk.
- Onopordum acanthium var. subintegrifolium Lázaro Ibiza
- Onopordum bilbilitanum Vicioso pro hybrid., p.p.
- Onopordum ceretanum Sennen
- Onopordum eriocephalum Rouy
- Onopordum gautieri Rouy
- Onopordum illyricum subsp. gautieri (Rouy) P. Fourn.
- Onopordum micropterum var. barcinonense Sennen
- Onopordum ramosum Dulac, nom. illeg.
- Acanos spina Scop., nom. illeg.
- Onopordum tomentosum Salisb., nom. illeg., non Moench
- Onopordum viride Desf.
- Onopordum glomeratum sensu Sennen non Costa
- Onopordum macracanthum sensu Schult. non Schousb.
- Onopordum nervosum' sensu Gaut. ex Rouy non Boiss.

## Citología
*2n=34 

## Composición, propiedades y usos
Principios activos
Contiene alcaloides, glucósidos flavónicos, lactona sesquiterpénica (onopordopicrina), arctiósido, ácido fenólico, aesculina (una saponina muy tóxica para hombre y animales), taninos y otros principios amargos.
Usos medicinales
Tradicionalmente, se usaba las sumidades y la raíz como diurético, febrífugo, estomacal, emenagogo (raíz), estimulante y hipotensor (capítulos en flor); y, exteriormente, como antiséptico cutáneo y  vulnerario para dermatitis, quemaduras, eczemas, heridas y llagas.
Usos alimenticios
- Los tallos tiernos se preparan como espárragos.
- Los receptáculos de los capítulos son ricos en inulina y comestibles de la misma manera que la Alcachofa (Cynara scolymus).
- Las semillas proporcionan un aceite que se puede usar para cocinar.
- Las hojas peladas se cocinan como verdura y las raíces tiernas pueden hervirse y servirse con manteca.
- El polen se ha usado para reemplazar y/o adulterar el azafrán.[14]
- También, el zumo fermentado de sus tallos se empleaba para animar las fiestas y los carnavales.[cita requerida]

## Nombre común
- Castellano: acanos, acanto bastardo, acanto salvaje armado de espinas, alcachofa borriquera (5), alcachofa ruda, alcachofa salvaje, alcachofas borriqueñas, alcachofas silvestres, anacarnina, anasarina, ansarina, atoba, cardencha (2), cardillo, cardincha, cardo (4), cardo borriquero (18), cardo borriqueño (2), cardo burral, cardo burrero (4), cardo burreño (3), cardo burricón, cardo burriquero (2), cardo de burro, cardo del cuajo, cardo del queso, cardo ruso, cardo timonero, cardo yesquero (4), cardo-toba, cardoncha, carnina, encinas de Tierra de Campos, espina blanca (7), manta de Judas, manto de Judas (2), manto de judas, ruso, toas, toba (13), tobas (2), yesquero (Las cifras entre paréntesis indican la frecuencia de uso del vocablo en España).[15]

## Curiosidades
Es el emblema nacional de Escocia, donde, curiosamente se duda que sea realmente nativo. Lo es también de la ciudad de Nancy, en cuyo escudo aparece, y de Lorena, en Francia.